# Olpiseius perthae
Olpiseius perthae är en spindeldjursart som först beskrevs av D. McMurtry och Schicha 1987.  Olpiseius perthae ingår i släktet Olpiseius och familjen Phytoseiidae. Inga underarter finns listade i Catalogue of Life.